# Sacerdozio (mormonismo)
Il sacerdozio, secondo il mormonismo, rappresenta il potere di Dio delegato all'uomo terreno, ottenuto dalla debita autorità sacerdotale. Tramite il sacerdozio vengono celebrate le ordinanze essenziali per la salvezza degli individui e delle famiglie. Inoltre, è il mezzo con il quale Dio aiuta, sostiene e gestisce le attività della Chiesa.

## Natura
|  | « Noi crediamo che un uomo deve essere chiamato da Dio, per profezia, e mediante l'imposizione delle mani da parte di coloro che detengono l'autorità, per predicare il Vangelo e per amministrarne le ordinanze » |
|  | (AdF 5) |

## Struttura
Il sacerdozio è suddiviso in due parti: il Sacerdozio di Melchisedec e il Sacerdozio di Aronne, o sacerdozio levitico. Il sacerdozio superiore è quello di Melchisedec, mentre quello di Aronne viene definito inferiore o preparatorio.

### Gli Uffici
Questi due rami del sacerdozio, a loro volta, sono suddivisi in uffici, ossia, aree di competenza e responsabilità del sacerdozio predefinite dal Vangelo. Il sacerdozio, secondo l'ordine di Aronne o di Melchisedec, viene "conferito", tramite l'imposizione delle mani, agli individui maschi degni. I riceventi del sacerdozio, contestualmente al "conferimento", vengono "ordinati" ad un ufficio.
Nel caso in cui un detentore del sacerdozio viene ordinato ad un altro ufficio, durante il rito, non riceve nuovamente il sacerdozio, semplicemente, viene ordinato al nuovo ufficio. Invece, quando un sacerdote di Aronne riceve il sacerdozio superiore, viene ordinato al sacerdozio di Melchisedec.
Non esistente il concetto di avanzamento di un ufficio all'altro del sacerdozio. Nel sacerdozio di Melchisedec, un Anziano possiede lo stesso sacerdozio di un Apostolo o del Profeta che presiede la Chiesa (1 Pietro 5:1). In proposito, l'apostolo Bruce R. McConkie scrisse:
Il sacerdozio si basa su un metodo di servizio piuttosto che di esercizio di potere. La gerarchia negli uffici del sacerdozio si spiega come servizio disinteressato nei confronti altrui senza esercitare alcun tipo di coercizione, manipolazione e senso di superiorità (Dottrine e Alleanze 121:36).

## Sacerdozio di Aronne o levitico
Sacerdozio di Aronne, o minore è un'appendice del Sacerdozio di Melchisedec. I sacerdoti di questo ordine si occupano prevalentemente dell'amministrazione materiale del governo della Chiesa e vengono quindi organizzati tramite la supervisione di un "vescovo", detentore del sacerdozio di Melchisedec.
| Ufficio    | Requisiti minimi                                                     | Poteri e responsabilità | Nome del quorum | Numero massimo di componenti |
| ---------- | -------------------------------------------------------------------- | --- | --- | ---------------------------- |
| Vescovo    | Adulti maschi sposati; sommo sacerdote nel sacerdozio di Melchisedec | Si veda: Vescovo | Non esiste un quorum di Vescovi; il Vescovo è il presidente del quorum dei sacerdoti, oltre ad essere un componente del quorum dei sommo sacerdoti di Palo |                              |
| Sacerdote  | Maschio, battezzato, di 16 anni                                      | Benedice il sacramento; battezza; conferisce ad altri il sacerdozio di Aronne ordinandoli agli uffici di sacerdote, insegnante o diacono; detiene tutti i poteri di un insegnante | Quorum dei sacerdoti | 48                           |
| Insegnante | Maschio, battezzato, di 14 anni                                      | Preparare il sacramento; Insegnamento familiare; detiene tutti i poteri di un diacono                                                                                             | Quorum degli insegnanti | 24                           |
| Diacono    | Maschio, battezzato, di 12 anni                                      | Possiede le chiavi del ministero degli angeli; serve il sacramento alla congregazione; raccoglie le offerte di digiuno; altri compiti sono assegnati dal vescovo                  | Quorum dei diaconi | 12                           |

## Sacerdozio di Melchisedec
| Ufficio                 | Requisiti minimi                                                                      | Poteri e responsabilità |
| ----------------------- | ------------------------------------------------------------------------------------- | --- |
| Apostolo                | Detentore del Sacerdozio di Melchisedec sposato                                       | Sono "testimoni speciali" di Gesù Cristo e detengono il potere di officiare in tutti gli incarichi e doveri del Sacerdozio, incluso il Potere di suggellamento. Sono responsabili della chiamata dei Patriarchi e possono ordinare le persone a qualunque ufficio e chiamata nella Chiesa. Il Presidente della Chiesa deve essere un apostolo. |
| Settanta                | Detentore del Sacerdozio di Melchisedec                                               | Sono "testimoni speciali" di Gesù Cristo chiamati a predicare il vangelo al mondo; lavorano sotto la direzione dei Dodici Apostoli; I membri dei primi due quorum sono Autorità di Area, i membri dei restanti quorum sono Autorità Settanta.                                                                                                  |
| Patriarca o Evangelista | Detentore del Sacerdozio di Melchisedec sposato; Solitamente di almeno 55 anni di età | Elargisce le Benedizioni patriarcali ai santi degli ultimi giorni |
| Sommo sacerdote         | Detentore del Sacerdozio di Melchisedec                                               | È responsabile del benessere spirituale dei santi degli ultimi giorni; può essere chiamato a servire come Vescovo, Presidente di palo, Presidente di missione o Presidente di tempio; può ordinare altri Sommi Sacerdoti e Anziani |
| Anziano                 | Sacerdote nel Sacerdozio di Aronne; almeno 18 anni                                    | L'anziano conferisce il dono dello Spirito Santo; dispensa benedizioni tramite l'imposizione delle mani; ordina altri Anziani; detiene tutti i poteri e le responsabilità pertinenti al Sacerdozio di Aronne |

I detentori del sacerdozio sono organizzati in consigli o, altrimenti detti, quorum. Uno, o più componenti del quorum, assumono la posizione di Presidente o di membro della Presidenza
del quorum stesso.
| Ufficio                 | Nome del quorum                                                              | Numero massimo di componenti | Note |
| ----------------------- | ---------------------------------------------------------------------------- | ---------------------------- | --- |
| Apostolo                | Quorum dei dodici Apostoli                                                   | 12                           | Altri apostoli possono essere chiamati nel quorum della Prima presidenza o in nessun quorum                                              |
| Settanta                | Quorum dei Settanta (Attualmente sono otto)                                  | 70                           | Il Primo e il Secondo quorum dei Settanta sono composti da Autorità generali, i restanti da Settanta di Area                             |
| Patriarca o Evangelista | Nessun quorum                                                                | n/a                          | Il Patriarca si riunisce con il gruppo locale dei sommi sacerdoti                                                                        |
| Sommo sacerdote         | Quorum dei Sommi sacerdoti (nel Palo) Gruppo dei Sommi Sacerdoti (nel Rione) | Nessun limite                | Ogni quorum è suddiviso in diversi gruppi; non sono presenti quorum nei Distretti della Chiesa                                           |
| Anziano                 | Quorum degli Anziani                                                         | 96                           | Gli adulti maschi privi del sacerdozio o i detentori del sacerdozio di Aronne adulti sono invitati a partecipare al Quorum degli Anziani |

Per essere ordinati all'ufficio di Vescovo un uomo deve detenere il Sacerdozio di Melchisedec nell'ufficio di Sommo sacerdote.

### Restanti incarichi direttivi del sacerdozio
Oltre agli uffici del sacerdozi di Aronne o di Melchisedec, all'interno del sacerdozio, esistono posizioni direttive, o incarichi. La tavola sottostante illustra queste posizioni all'interno della gerarchia della Chiesa.
| Incarichi direttivi                                          | Requisiti minimi                                                                                    | Poteri e responsabilità |
| ------------------------------------------------------------ | --------------------------------------------------------------------------------------------------- | --- |
| Presidente della Chiesa e consiglieri nella Prima presidenza | Il presidente deve essere un apostolo; i consiglieri devono essere sommi sacerdoti                  | Presiede e dirige l'intera chiesa                                                                                          |
| Presidente di Area e consiglieri                             | Deve essere un Settanta o un apostoli                                                               | Presiede e dirige una ripartizione geografica della Chiesa chiamata: "area" (il mondo è suddiviso in 28 "aree")            |
| Presidente di Palo e consiglieri                             | Deve essere un sommo sacerdote                                                                      | Presiede e dirige un Palo della Chiesa. Il Palo è il raggruppamento di diversi Rioni, o congregazioni, guidati dai Vescovi |
| Componente del Sommo consiglio di Palo                       | Deve essere un sommo sacerdote                                                                      | Il Consiglio assiste il Presidente di Palo nell'amministrazione dello stesso                                               |
| Presidente di missione e consiglieri                         | Deve essere un sommo sacerdote; i consiglieri devono essere detentori del sacerdozio di Melchisedec | Presiede e dirige una Missione della Chiesa e i missionari assegnati ad essa                                               |
| Presidente di Tempio e consiglieri                           | Devono essere sommi sacerdoti                                                                       | Presiede e dirige un Tempio della Chiesa                                                                                   |
| Presidente di Distretto e consiglieri                        | Devono essere detentori del Sacerdozio di Melchisedec                                               | Presiede e dirige un Distretto (insiemi di piccole congregazioni chiamate "Rami") all'interno di una Missione della Chiesa |
| Presidente di Ramo e consiglieri                             | Devono essere detentori del Sacerdozio di Melchisedec                                               | Presiede e dirige un "Ramo" (piccola congregazione) della Chiesa                                                           |

### Profeti, veggenti e rivelatori
La "Somma Presidenza" della chiesa mormone è composta da tre "sommi sacerdoti" nell'ufficio di "apostoli", uno dei quali presiede nell'ufficio supremo di "Profeta, Vegente e Rivelatore".
Secondo i mormoni, il primo ad essere chiamato a questo ufficio sarebbe stato Pietro mentre gli altri operavano come supporto e consiglieri (come gli apostoli Giacomo e Giovanni supportarono Pietro).
Queste tre persone formano il "primo quorum", mentre i dodici "apostoli" formano il "Quorum dei Dodici Apostoli" (e non di più, o di meno) con le stesse capacità ed autorità dei primi tre. A seguire vengono i "Quorum dei Settanta", con numerosi quorum in successione e via via a discendere arrivando fino al sacerdozio di Aronne nell'ultimo "Quorum dei Diaconi".
La Chiesa mantiene comunque il governo distribuendo capillarmente sul territorio da lei evangelizzato il sacerdozio, nei vari gradi, uffici e chiamate dando comunque la possibilità a tutti gli uomini degni di servire.